# Jak przejąć kontrolę nad światem, nie wychodząc z domu
Jak przejąć kontrolę nad światem, nie wychodząc z domu – zbiór felietonów Doroty Masłowskiej wydany w 2017 w Krakowie przez Wydawnictwo Literackie.
Książka zawiera 24 felietony publikowane przez autorkę na stronie „Dwutygodnika” w nieregularnych odstępach od 2013 do 2016. W tekstach Masłowska przede wszystkim przedstawia i analizuje obraz współczesnej Polski, jaki wyłania się z wytworów kultury popularnej („kultury okropnej”), m.in.: seriali Dynastia i W labiryncie, twórczości Beaty Kozidrak i zespołu Bajm, czy programów rozrywkowych Kuchenne rewolucje i Ameryka Express. Część felietonów stanowi zaś zbiór impresji na różne tematy, np. o latach 2000. oraz wizyt Masłowskiej w Tatarstanie i Stanach Zjednoczonych, chaosie w przestrzeni miejskiej.
Za opracowanie graficzne wydawnictwa odpowiedzialny był Maciej Chorąży. Rysunki stanowią głównie zdjęcia i kolaże popkulturowych symboli.
W 2020 ukazał się drugi zbiór felietonów pod tytułem Jak przejąć kontrolę nad światem 2.

## Odbiór
W 2018 książka była nominowana w III edycji Górnośląskiej Nagrody Literackiej „Juliusz”. Jurorka, dr hab. Anna Kałuża, w uzasadnieniu zwracała uwagę, że chociaż książka jest zbiorem felietonów, to stanowi przemyślaną, wielowarstwową opowieść o współczesnej polskiej kulturze popularnej w serialach i filmach. Jako cechę charakterystyczną „Jak przejąć kontrolę nad światem, nie wychodząc z domu” wskazuje, że Masłowska jest aktywną uczestniczką i pasjonatką tej kultury, czym odróżnia się od moralizatorsko-elitarnych sposobów interpretacji kultury popularnej. Kałuża zwracała także uwagę na błyskotliwość, humor, inwencję i czułość. Jeśli Masłowska zaś coś krytykuje, nie czyni tego z pogardą i wyższością.
Książka otrzymała generalnie pozytywne recenzje. Mimo wychwalanych autoironii, pasjonującego i analitycznego spojrzenia na wytwory kultury niskiej, zdolności Masłowskiej do operowania językiem, nieszablonowych skojarzeń czy erudycji oraz oprawy graficznej, zwracano uwagę na nierówny poziom tekstów oraz dochodzenie niekiedy przez autorkę do banalnych wniosków.